# Historia de los judíos en el Líbano

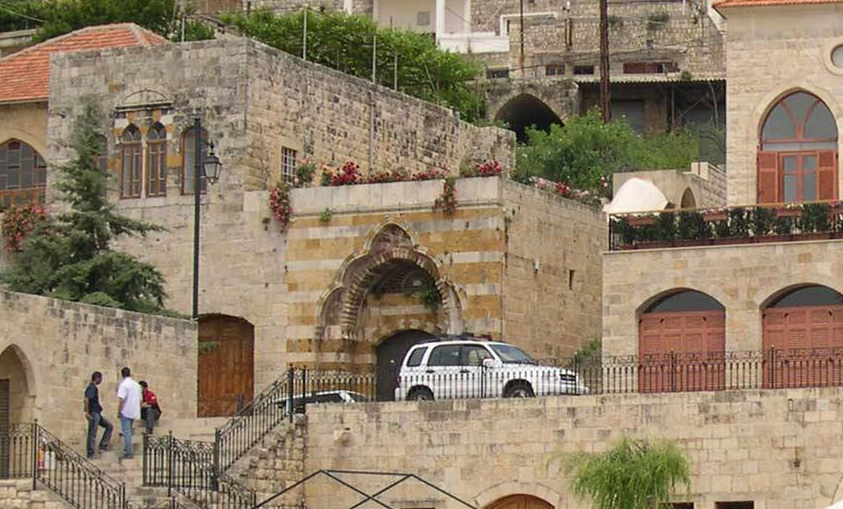
Sinagoga de Deir Al-Kamar

Los judíos libaneses son una comunidad mizrají que se desarrolló en lo que hoy se conoce como Líbano, mayormente en la ciudad capital de Beirut y sus alrededores. Casi toda la comunidad ha emigrado a Israel, Francia, y América del Norte (pero sobre todo a estos últimos dos destinos); actualmente menos de 100 judíos viven en Líbano, en comparación con unos 24 000 en 1948. La aliá no comenzó realmente hasta las guerras civiles libanesas de 1958 y 1975, debido a que los judíos libaneses estaban integrados plenamente en la sociedad y no sentían la necesidad de abandonar su país.

## Historia de la comunidad
En tiempos pre-bíblicos, la región entre Gaza y Anatolia (lo que son hoy Líbano, Siria, Jordania, Palestina e Israel) era una única unidad geográfica. A pesar de la falta de alguna autoridad central, toda la región compartía una lengua en común (varios idiomas semitas entre los cuales se encontraban el arameo y el fenicio). Esta región incluye los primeros asentamientos permanentes ubicados alrededor de las primeras comunidades agrícolas y ciudades-estado independientes, muchos de las cuales mantenían una red comercial a través del Mar Mediterráneo e incluso más allá.
Ya para los días de los reinos de Israel, Líbano (Canaán-Fenicia) e Israel eran conocidos como dos entidades distintas que a través del tiempo alternaron periodos de guerra y paz. Algunas ciudades fenicias fueron durante algún tiempo aliadas de Israel especialmente durante el reinado de Salomón. De acuerdo con registros bíblicos, estos judíos eran de la tribu de Manasés (Menashé), derivado de una raíz hebrea que significa «aquellos que olvidaron (que eran judíos)». La Biblia Cristiana también incluye relatos de Jesús en las cercanías del Monte Hermon y en Caná (Qana), lo que da por sentado que judíos habitaban el área. Después de la rebelión de Bar Kojba, alrededor del año 132 a. C. ya existían varias comunidades judías establecidas en lo que hoy es Líbano. [cita requerida] El Califa Muawiya (642-680) estableció una comunidad judía en Trípoli. Otra fue fundada en el año 922 en Saida (Sidón). La Academia Judía Palestina fue establecida en Tiro en 1071. En el siglo XIX, las hostilidades entre drusos y maronitas hizo que muchos judíos abandonaran el área de Deir el Qamar, muchos instalándose en Hasbaya para el final del siglo.

## Comienzos delsigloXX
En 1911, judíos de Grecia, Siria, Irak y Turquía se mudaron a Beirut, incrementando el tamaño de la comunidad a cerca de 580.000. La comunidad prosperó durante el mandato francés del Líbano y los días de Gran Líbano, adquiriendo una considerable influencia a través de todo el país. Los judíos se aliaron con el Partido Falangista de Pierre Gemayel (un partido conservador modelados en partidos similares en Italia y Alemania) y jugaron un rol instrumental en el establecimiento de Líbano como un país independiente.
Durante el período del Gran Líbano, se fundaron dos periódicos judíos, el diario en árabe Al-Alam al-Israili (Mundo Israelita) y el diario en francés Le Commerce du Levant, un periódico de noticias económicas que aún está en circulación en Líbano, aunque sus propietarios actuales no son judíos.

## De 1948 al presente
La comunidad judía estaba tradicionalmente localizada en Wadi Abu Jamil y Ras Beirut, con otros focos en el Chouf, Deir al-Qamar, Aley, Bhamdoun y Hasbaya. Los judíos libaneses habían previamente rechazado los acercamientos del Yishuv (una organización sionista anterior a 1948) y siempre rechazaba a sus enviados cuando buscaban financiamiento. Incluso, en 1948 los judíos libaneses donaron cuantiosas sumas para la guerra en contra del establecimiento de Israel. Líbano fue el único país árabe cuya población judía se incrementó luego de la declaración del Estado de Israel en 1948. Sin embargo, luego de la crisis de 1958, muchos judíos libaneses se fueron del país, sobre todo para Francia y Estados Unidos.
En 1978, Israel ocupó parte del territorio libanés en la Operación Litani asentándose en una franja situada al sur del río del mismo nombre. Más de 1000 civiles murieron en la contienda. Durante el verano de 1982, Israel puso en marcha nuevamente una gran ofensiva contra el país vecino.
```
En esta ocasión se hizo con el control de 
Beirut
, que fue sitiada y bombardeada durante dos meses lo que causó la emigración masiva de lo que quedaba de la comunidad.
[
5
]
```

La Guerra Civil Libanesa, que comenzó en 1975, fue mucho peor para la comunidad judía libanesa, y unos 200 fueron muertos en pogromos. La mayoría de los 1800 judíos libaneses que quedaban emigraron en 1976, temiendo que la creciente presencia siria en Líbano restringiría su libertad de emigración. En 1982, durante la Invasión Israelí al Líbano de 1982, 11 líderes de la comunidad judía fueron capturados y asesinados por extremistas islámicos. Los edificios de la comunidad también sufrieron durante esos días. Durante el avance del Ejército Israelí hacia Beirut, Yasser Arafat asignó hombres armados palestinos para hacer guardia en la Sinagoga Maghen Abraham, un símbolo importante de la comunidad, ubicado cerca del Parlamento. La sinagoga fue bombardeada por la Fuerza Aérea Israelí, quizás en la presunción de que estaba siendo usada como depósito de armas por los palestinos. Pero el daño que continuó al bombardeo fue producto de extremistas antijudíos. [cita requerida]Wadi Abu Jamil, el barrio judío de Beirut, está ahora virtualmente abandonado y la sinagoga dilapidada. El recientemente asesinado primer ministro Rafik Hariri prometió reconstruir la sinagoga, pero murió sin poder cumplir su promesa. Actualmente quedan alrededor de unos 40 judíos en Beirut, en su mayoría de la tercera edad.
Sin un rabino, a los judíos de Líbano se les hace difícil continuar con sus tradiciones religiosas y tienden a mantener un bajo perfil para protegerse de ataques relacionados con el concepto erróneo de que todo judío es agente de Israel. Una de las pocas sinagogas remanentes en Líbano está en Deir el Qamar. Esta sinagoga, aunque en buenas condiciones, no se usa por motivos de seguridad. Danny Chamoun, alcalde de Deir el Qamar e hijo del expresidente libanés Camille Chamoun ha ofrecido apoyo ocasional a los miembros de la comunidad judía libanesa. En 2020 se estimaba que la población judía se había reducido a una veintena de miembros

## Presidentes de la Comunidad Judía Libanesa
- Ezra Anzarouth hasta 1910
- Joseph. D. Farhi 1910-1924
- Joseph Dichy Bey 1925-1927
- Joseph D. Farhi 1928-1930
- Selim Harari 1931-1934
- Joseph D. Farhi 1935-1938
- Joseph Dichy Bey 1939-1950
- Joseph Attiyeh 1950-1976
- Isaac Sasson 1977-1985
- Elie Hallak 1985-?

## Rabinos jefes del Líbano[9]
Entre 1908 y 1978, Líbano tuvo Rabinos Jefes que guiaban la comunidad en Beirut:
- Rabbi Danon 1908-1909
- Jacob Maslaton 1910-1921
- Salomon Tagger 1921-1923
- Shabtai Bahbout 1924-1950
- Benzion Lichtman 1932-1959
- Jacob Attiyeh 1949-1966
- Chaoud Chreim 1960-1978